# Cases Barates del carrer Maluquer
Les Cases Barates del carrer Maluquer són una obra noucentista de Mataró (Maresme) protegida com a bé cultural d'interès local.

## Descripció
Grup de 28 cases de pis i planta amb tribuna. A l'entrada hi ha un petit jardí. Les façanes són arrebossades i pintades amb colors clars. El conjunt podria quedar adscrit a l'estil noucentista per l'austeritat de les formes.
Es troben incloses dins el Catàleg Municipal Artístic i Arquitectònic de Mataró de 1987.

## Història
El conjunt de les cases barates fou edificat l'any 1926 per la Caixa d'Estalvis de Mataró, qui encarregà el projecte a l'arquitecte Ferrer i Puig i a l'enginyer I. Maiol.